# BRM P67
BRM P67 – samochód Formuły 1 konstrukcji British Racing Motors. Posiadał unikatowy napęd 4WD.

## Historia modelu
Pierwszym samochodem Formuły 1 z napędem na cztery koła był Ferguson P99 z 1961 roku. Gdy Ferguson wycofał się z Formuły 1, zaoferował technologię 4WD każdemu chętnemu. Z oferty skorzystał BRM. Postanowiono użyć nadwozia z modelu BRM P261, zawieszenia BRM P57 i 1,5-litrowego silnika BRM P56, zamontowanego odwrotnie, a także układu przeniesienia napędu Ferguson. Wszystko zostało złożone przez praktykanta BRM, Mike’a Pilbeama.
BRM P67 był zgłoszony do Grand Prix Wielkiej Brytanii 1964, a kierowcą miał być Richard Attwood. Po kwalifikacjach, w których Attwood zajął ostatnie miejsce, BRM nie wziął udziału w wyścigu. Model P67 nigdy więcej nie wystartował w Formule 1.
Po pewnych poprawkach w 1968 roku Peter Lawson wygrał Mistrzostwa Wielkiej Brytanii w Wyścigach Górskich. Następnie samochód uległ wypadkowi, a po odbudowaniu został przekazany muzeum w Donington.

## Wyniki w Formule 1
| Legenda oznaczeń w tabelach wyników Wyświetl szablon na nowej stronie | Legenda oznaczeń w tabelach wyników Wyświetl szablon na nowej stronie                                                                     |
| Oznaczenie                                                            | Wyjaśnienie |
| --------------------------------------------------------------------- | --- |
| Złoty                                                                 | Zwycięzca lub mistrzostwo |
| Srebrny                                                               | 2. miejsce lub wicemistrzostwo |
| Brązowy                                                               | 3. miejsce lub II wicemistrzostwo |
| Zielony                                                               | Ukończył, punktował (w klasyfikacji generalnej, gdy zdobył co najmniej jeden punkt na przestrzeni sezonu, poza trzema powyższymi opcjami) |
| Niebieski                                                             | Ukończył, nie punktował (w klasyfikacji generalnej, gdy nie zdobył co najmniej jednego punktu na przestrzeni sezonu)                      |
| Czerwony                                                              | Nie zakwalifikował się (NZ) |
| Czerwony                                                              | Nie prekwalifikował się (NPK) |
| Różowy                                                                | Nie ukończył (NU) |
| Różowy                                                                | Niesklasyfikowany (NS) (w klasyfikacji generalnej, gdy nie został sklasyfikowany w żadnym wyścigu sezonu)                                 |
| Czarny                                                                | Zdyskwalifikowany (DK) |
| Czarny                                                                | Wykluczony (WYK/EX) |
| Biały                                                                 | Nie wystartował (NW) |
| Biały                                                                 | Kontuzjowany (K/INJ) |
| Biały                                                                 | Wyścig odwołany (OD/C) |
| Bez koloru                                                            | Został wycofany (WYC/WD) |
| Bez koloru                                                            | Nie przybył (NP/DNA) |
| Bez koloru                                                            | Nie brał udziału w treningach (NT/DNP) |
| Bez koloru                                                            | Nie został zgłoszony (–) |
| Pogrubienie                                                           | Start z pole position |
| Kursywa                                                               | Najszybsze okrążenie wyścigu |
| †                                                                     | Nie ukończył, ale jego rezultat został zaliczony ze względu na przejechanie więcej niż 90% dystansu wyścigu.                              |
| *                                                                     | Sezon w trakcie |
| 1/2/3                                                                 | Punktowana pozycja w sprincie kwalifikacyjnym                                                                                             |
| Lista systemów punktacji Formuły 1                                    | |

| Sezon | Zespół                   | Silnik | Opony | Kierowca        | 1   | 2   | 3   | 4   | 5   | 6   | 7   | 8   | 9   | 10  | Pkt. | Msc. |
| ----- | ------------------------ | ------ | ----- | --------------- | --- | --- | --- | --- | --- | --- | --- | --- | --- | --- | ---- | ---- |
| 1964  | Owen Racing Organisation | BRM V8 | D     | Richard Attwood | MON | NED | BEL | FRA | GBR | DEU | AUT | ITA | USA | MEX | 0    | –    |
| 1964  | Owen Racing Organisation | BRM V8 | D     | Richard Attwood | WD  |     |     |     |     |     |     |     |     |     | 0    | –    |